# Battle Royal (lucha libre profesional)

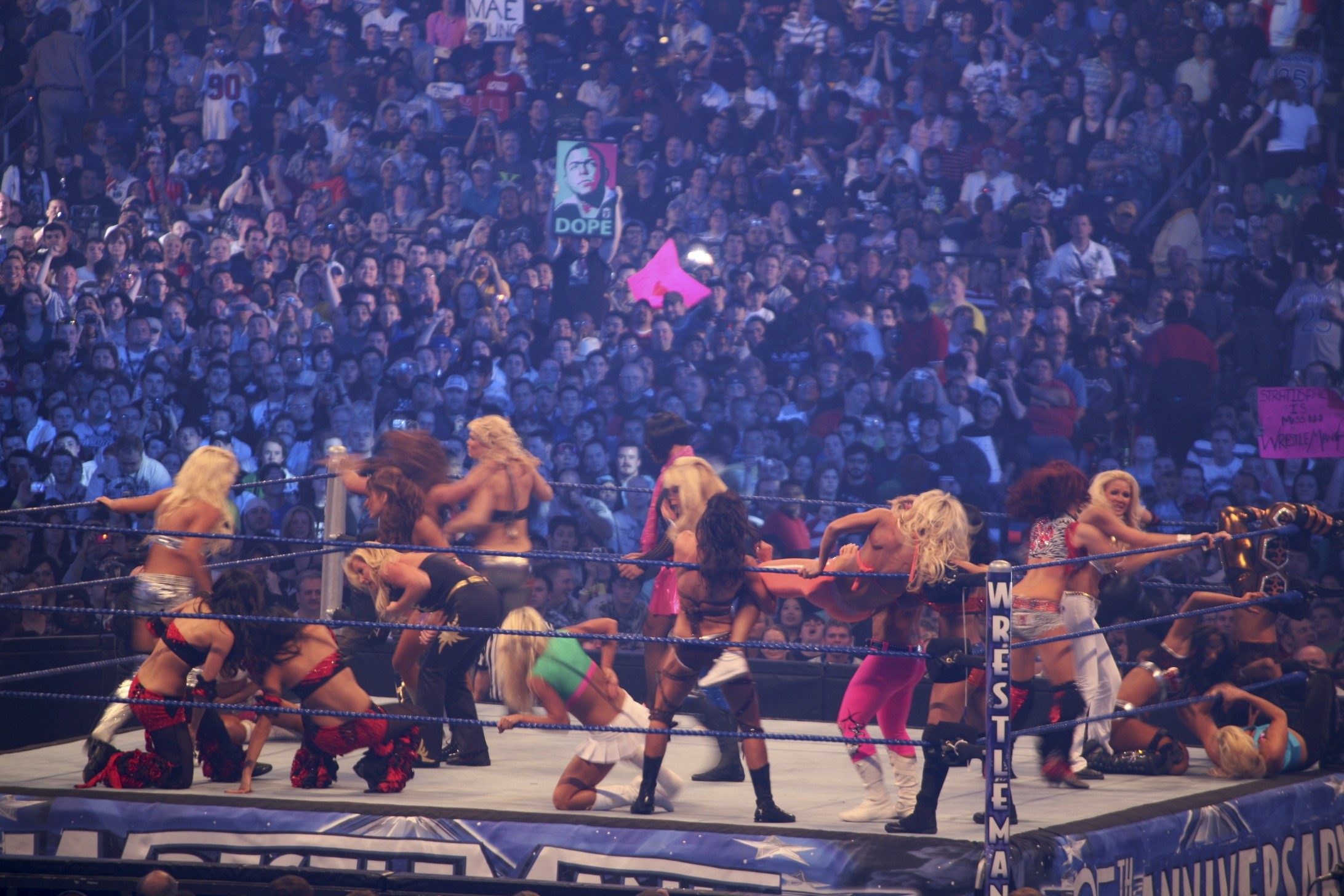
Una battle royal de 24 luchadoras (más Santino Marella) celebrada en WrestleMania XXV.

En la lucha profesional, una battle royal («batalla real» en español) es un tipo de combate entre múltiples competidores en el que los luchadores se eliminan hasta que queda uno y se declara ganador. La batalla real típica comienza con una serie de participantes en el ring, que luego son eliminados al pasar por la cuerda superior y hacer que ambos pies toquen el piso del lugar.

## Variaciones

### Battlebowl
Una variación de dos anillos en una batalla real, los luchadores comienzan en un anillo e intentan lanzar luchadores al segundo anillo, después de lo cual pueden ser eliminados al ser expulsados de ese anillo. El último luchador restante en el primer ring puede descansar hasta que solo quede un luchador en el segundo ring, después de lo cual pelean en ambos ring hasta que uno sea eliminado y se declare un ganador, de manera similar a un torneo de doble eliminación. Esto fue realizado por World Championship Wrestling en el evento Starrcade de 1991, pero los futuros combates Battlebowl se disputaron bajo las reglas reales de batalla reales.

### Battle Zone
Cualquier número de hombres: un anillo: eliminación de la cuerda superior. Típica batalla real, excepto que esta cuenta con mesas cubiertas con alambre de púas, chinchetas y bombillas en el exterior del ring, que pueden atrapar a los luchadores cuando son arrojados fuera del ring.

### Bunkhouse Stampede
La e la National Wrestling Alliance (NWA) involucró a luchadores que usaban lo que se describió como "equipo de bunkhouse" (botas vaqueras, jeans, camisetas) en lugar de sus medias de lucha normales y no solo permitieron, sino que alentaron la introducción de armas. En 1988, la NWA nombró un pay-per-view después de Bunkhouse Stampede, encabezado por un partido de Bunkhouse Stampede celebrado dentro de una jaula.

### Fulfill Your Fantasy Battle Royal
Una batalla real de mujeres de la WWE con la incorporación de atuendos fetiche, como sirvienta francesa, enfermera, colegiala, etc. A menudo, el tipo de atuendo es elegido por una encuesta de audiencia.

### Hardcore Battle Royal
Una batalla real con reglas duras (sin descalificaciones y sin conteos) que involucra a varios competidores en el ring al mismo tiempo. El combate podría durar 15 o 20 minutos. Todos los participantes no son eliminados al ser expulsados del ring con ambos pies tocando el piso. Anclar u obligar a enviar a quien fuera el actual campeón Hardcore resultaría en que el participante victorioso se convirtiera en el campeón interino. Quienquiera que haya tenido el título al final del tiempo será declarado ganador del partido y campeón oficial.

### Last Blood Battle Royal
Una batalla real de Last Blood es esencialmente una First Blood Match de múltiples competidores. El ganador es el último luchador del partido que no sangra.

### Reverse Battle Royal
Generalmente utilizado en Total Nonstop Action Wrestling, una batalla real inversa comienza con luchadores que rodean el anillo en lugar de dentro de él. Al comienzo del combate, luchan por la mitad de ellos para entrar al ring, momento en el que una última persona estándar en pie gana la batalla real.

### Thunderbowl
Una variación de Battlebowl involucra a 100 luchadores divididos en 50 en dos anillos. La única forma de ser eliminado es ser arrojado sobre las cuerdas. No importa cómo y dónde golpees, ya sea su delantal, piso o barricada, también eres eliminado. Cuando quedan 25 luchadores en cada anillo, comienza la etapa 2. Esta segunda etapa es cuando los 25 luchadores entran en un ring y no hay eliminación. Después de un período de 5 minutos, el partido se convierte en un Battle Royal donde la eliminación se obtiene arrojando a tu oponente por las cuerdas y al suelo. Cuando quedan 5 luchadores comienza la etapa 3. Esta tercera etapa se convierte en un partido de 5 vías donde la caída y la sumisión eliminarán a un oponente. Cuando quedan 2 luchadores, el combate se convierte en un último hombre parado donde K.O. es legal.

### TNA Knockout Makeover Battle Royal
La partida comenzará como la batalla real de eliminación de varias mujeres por encima de la cima. Se eliminan del partido si se lanzan sobre las cuerdas superiores y ambos pies aterrizan en el piso hasta que quedan los dos competidores finales. Los dos competidores finales se enfrentarán en un combate de escalera, donde el ganador recibirá un combate por el TNA Knockout Championship, mientras que la finalista se afeitará la cabeza.

### Women's Battle Royal
Una batalla real femenina es aquella que presenta competidoras femeninas. Esta variante puede permitir que las mujeres sean eliminadas al ser arrojadas a través de las cuerdas o debajo de ellas, así como por encima de la cuerda superior, aunque el primer combate Royal Rumble femenino de la WWE en 2018 usó las mismas reglas que la versión masculina.

### World War 3
Creado por World Championship Wrestling en 1995, la batalla real de la Guerra Mundial 3 involucró una configuración de tres anillos y 60 competidores. 20 luchadores comenzaron en cada uno de los 3 anillos en los que lucharían bajo las reglas reales de batalla. Una vez que quedaran 30 competidores (excepto en 1997, donde el número era 20), todos los competidores entrarían al ring central y continuarían bajo las reglas regulares hasta que solo quedara un luchador en pie.

## Reglas del Battle Royale
En esta versión, a diferencia de la realeza de batalla tradicional, donde todos los luchadores comienzan el combate en el ring, los competidores (después de que los números 1 y 2 comienzan el combate) ingresan a intervalos cronometrados de acuerdo con el número que han sorteado hasta que todo el campo ha ingresado .

### Royal Rumble

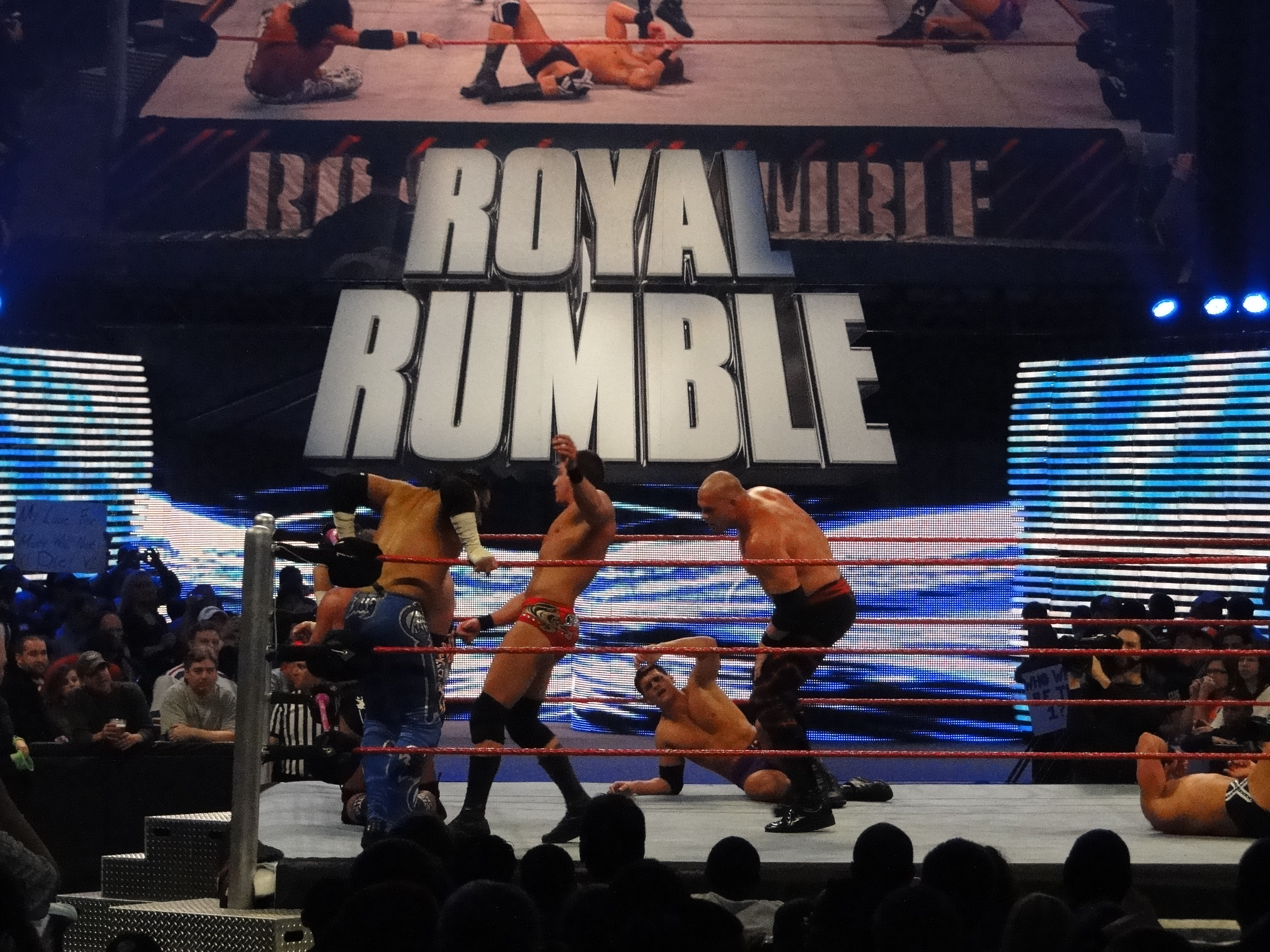
Combate tipo Royal Rumble 2010

WWE's Royal Rumble es el Battle Royal original que usa este formato. Comienza con dos luchadores en el ring, con los participantes restantes presentados uno por uno en un período de tiempo establecido, generalmente 90 segundos o dos minutos. La eliminación ocurre de la manera normal con la última persona como el ganador, después de que todos los participantes hayan ingresado al ring. Actualmente, el ganador recibe una oportunidad garantizada en cualquiera de los dos mejores campeonatos posibles: el Universal Championship (Raw) o el WWE Championship (SmackDown) para el ganador masculino, y el Campeonato Raw o SmackDown femenino para el ganador femenino. Estos combates tienen lugar en el WrestleMania que sigue al Royal Rumble.

### Honor Rumble
Ring of Honor (ROH) también presenta periódicamente el estilo "Rumble" de Battle Royal en sus shows, publicitándolo como Honor Rumble.

### New Japan Rumble
El Battle Royal anual de New Japan Pro Wrestling se lleva a cabo en el pre-show de Wrestle Kingdom el 4 de enero. Los participantes ingresan a intervalos de un minuto y son eliminados por pinfall, sumisión o arrojados por la cuerda superior. Típicamente inclinado hacia la comedia ligera, el partido incluye estrellas pasadas como participantes sorpresa.

### Gauntlet for the Gold
Gauntlet for the Gold es la batalla real de estilo "Rumble" utilizada por Impact Wrestling. En esta versión, dos luchadores comienzan en el ring, con luchadores adicionales que ingresan en un período de tiempo establecido. Los luchadores se eliminan al ser arrojados sobre la cuerda superior y al piso hasta que quedan dos luchadores, momento en el cual comienza un combate estándar de individuales.

### Square Go!
Square Go! es el híbrido propio de Insane Championship Wrestling (ICW) de los combates Royal Rumble y Money in the Bank de la WWE. Los competidores competirán en una batalla real de 30 hombres por encima de la cuerda, el Square Go !, con el ganador ganando el maletín Square Go. En su mayoría, se aplican las mismas reglas que Royal Rumble, dos competidores que sacan los números 1 y 2. Los participantes restantes que ingresarán al ring uno por uno en cada intervalo de 2 minutos.
5 personas han dibujado números de entrada que les permiten llevar un arma de su elección al ring.
Los participantes fueron eliminados cuando fueron lanzados sobre las cuerdas superiores con ambos pies aterrizando en el piso. El ganador ganará un maletín que le dará derecho a un partido para el Campeonato Mundial de ICW en cualquier momento y en cualquier lugar de su elección durante 1 año (similar a Money in the Bank).

### Battle Riot
Major League Wrestling "Rumble" estilo royal battle. Los participantes ingresan a intervalos de un minuto y se eliminan por pinfall, sumisión o por ser arrojados sobre la cuerda superior.

### Aztec Warfare
Aztec Warfare es la versión subterránea de Lucha de la batalla real "Rumble Rules". Más de 20 participantes ingresan cada 90 segundos y la eliminación se produce por pinfall o sumisión y debe realizarse dentro del ring. No hay recuentos ni descalificaciones. A partir de abril de 2019, se han producido cuatro partidos de Guerra Azteca, uno en cada temporada de Lucha Underground.

### Casino Battle Royale
El Casino Battle Royale es utilizado por All Elite Wrestling (AEW). Se trata de un reglamento de battle royale modificado que cuenta con 21 participantes. Comienza con un grupo de cinco luchadores, y cada tres minutos, entra otro grupo de cinco luchadores, mientras que el participante 21 y final entra solo. Los luchadores se agrupan según el palo que sacaron de una baraja de cartas (picas, diamantes, tréboles o corazones) y el orden en que cada grupo ingresa se basa en un sorteo aleatorio de las cartas. El participante número 21 y final es el luchador que atrajo el comodín.
Solo se han producido dos Casino Battle Royales, los cuales le dieron al ganador un partido por el campeonato más importante de su respectiva división. El primer Casino Battle Royale ocurrió durante el pre-show del evento inaugural de AEW, Double or Nothing, el 25 de mayo de 2019, y fue un partido masculino. El ganador del partido inaugural recibió un partido para el AEW World Championship inaugural. El segundo Casino Battle Royale fue una versión exclusivamente femenina y se llevó a cabo durante el pre-show de All Out el 31 de agosto. El ganador de esta segunda iteración recibió un partido para el AEW Women's World Championship inaugural.

## Variación de equipos
Las variaciones de equipo de los miembros de la realeza de batalla consisten en equipos de luchadores designados, generalmente dos por equipo. Existen diferentes tipos de partidos, y aunque la mayoría sigue las reglas reales de batalla reales, los equipos pueden ser eliminados cuando uno o ambos socios son eliminados del ring. Una versión notable fue la batalla real antes de WrestleMania XV, donde cada luchador luchó como un competidor individual, con los dos últimos en el ring nombrados ganadores conjuntos, ganándose el derecho de disputar el campeonato de equipo de promoción más tarde esa noche.

## Otras lecturas
- Mick Foley (2000). Have A Nice Day: A Tale of Blood and Sweatsocks. HarperCollins. ISBN 0-06-103101-1.

- Datos: Q14944691